# Bruchophagus vulgaris
Bruchophagus vulgaris är en stekelart som först beskrevs av Girault 1913.  Bruchophagus vulgaris ingår i släktet Bruchophagus och familjen kragglanssteklar. Inga underarter finns listade.